# L'Espion au chapeau vert
Pour plus de détails, voir Fiche technique et Distribution.
L'Espion au chapeau vert (titre original : The Spy in the Green Hat) est un film américain réalisé par Joseph Sargent, sorti en 1967. 
Il s'agit de la version grand écran de deux épisodes successifs de la troisième saison de la série Des agents très spéciaux, diffusés en décembre 1966.

## Synopsis
Napoleon Solo et Ilya Kuriakin, les deux agents très spéciaux, sont à la poursuite d'un dangereux criminel dont l'ambition est de dominer la planète entière...

## Fiche technique
- Titre original : The Spy in the Green Hat
- Réalisation : Joseph Sargent[2]
- Scénario : Peter Allan Fields d'après une histoire de David Victor et les personnages créés par Sam Rolfe
- Photographie : Fred J. Koenekamp
- Montage : Joseph Dervin et Ray Williford
- Musique : Nelson Riddle
- Producteur : Boris Ingster
- Sociétés de production :  Arena Productions, Metro-Goldwyn-Mayer (MGM)
- Société de distribution :  Metro-Goldwyn-Mayer (MGM)
- Pays d'origine :  États-Unis
- Format : Couleur (Metrocolor) — 35 mm — 1,85:1 — Son : Mono (Westrex Recording System)
- Genre : Comédie, Film d'espionnage, Film d'aventure, Film d'action, Thriller
- Durée : 92 minutes
- Dates de sortie :
  - Royaume-Uni : 3 février 1967
  - Japon : 21 mars 1967
  - France : 17 septembre 1969

## Distribution
- Robert Vaughn (VF : Michel Roux) : Napoleon Solo
- David McCallum (VF : Hubert Noël) : Illya Kouriakine
- Jack Palance (VF : Michel Gatineau) : Louis Strago
- Janet Leigh (VF : Anne Caprile) : Miss Diketon
- Eduardo Ciannelli (VF : Jean Michaud) : Arturo « Pattes de Velours » (Fingers en VO) Stiletto
- Allen Jenkins (VF : Alfred Pasquali) : Enzo « Pretty » Stiletto
- Jack LaRue (VF : Albert Augier) : Frederico « Feet » Stiletto
- Leo G. Carroll (VF : Lucien Bryonne) : Alexander Waverly
- Joan Blondell (VF : Lita Recio) : Mme « Pattes de Velours » (Fingers en VO) Stiletto
- Will Kuluva (VF : Georges Riquier) : M. Thaler, chef du THRUSH
- Penny Santon : la grand-mère Monteri
- Frank Puglia (VF : Jean Michaud) : Padre
- Vincent Beck (VF : Pierre Garin) : Benjamin Lüger, adjoint de Strago
- Slapsy Maxie Rosenbloom (VF : Jean Clarieux) : « Crunch » Battaglia
- Jesslyn Fax (VF : Henriette Marion) : Mme Feinberg
- David Renard (VF : Henry Djanik) : l'homme à l'âne, en Sicile